# Geordie
Geordie – dialekt używany w regionie Northumberland w północno-wschodniej Anglii, w aglomeracji Tyneside, wokół miasta Newcastle. Nazwa pochodzi od potocznego określenia mieszkańca tego obszaru. Wyróżnia się wśród innych dialektów angielskich charakterystyczną wymową oraz wpływami pobliskiego dialektu szkockiego oraz słownictwem częściowo zapożyczonym z języków skandynawskich. Uważany za najtrudniejszą do zrozumienia odmianę brytyjskiej angielszczyzny.

## Wymowa
- Podobnie jak w odmianie szkockiej występują mniej lub rzadziej regularne przesunięcia samogłosek np. do > dee, take > tak, house > hoose, shirt > shawt, stone > steeyen itd.
- W niektórych rejonach używa się tylnojęzykowego „r”, brown brzmi jak niemieckie braun
- Regularna zamiana kolejności głosek w -ay, np. day > dye, came brzmi jak kyem

## Słownictwo
Przykłady:
- aal reet? – Jak się masz? (all right)
- bairn – dziecko (por. norweskie barn)
- canny – świetny (np. He's a canny snooker player like)
- div – ang. do; przeczenie divvent, np. Divvent dee that (Don't do that)
- gan – iść/jechać
- geet – bardzo, np. Wor lass is geet bonny – Moja żona jest bardzo ładna.
- hyem – ang. home (por. norweskie hjem)
- nettie – toaleta
- whey aye – oczywiście[2]